# Harriet Westbrook
Harriet Westbrook (1 de agosto de 1795-9 de diciembre de 1816) fue la primera esposa del poeta romántico Percy Bysshe Shelley.

## Vida
Hija de un hombre de negocios londinense propietario de varias posadas y una cafetería (que por confusión en algunas biografías llevó a tacharla incorrectamente de hija de un simple posadero), estudiaba en un internado para señoritas en Clapham con Mary y Helen Shelley, cuando en enero de 1811 fueron visitadas por su hermano mayor Percy y Helen se la presentó. Mantuvieron correspondencia hasta que el 25 de agosto se fugó con él a Escocia, donde se casaron tres días después ante la oposición familiar. Después del enlace, Percy invitó a su camarada Thomas Jefferson Hog a compartir su casa y su esposa, según los ideales que defendía del amor libre. Ante la negativa de Harriet, Shelley abandonó sus pretensiones y volvió con ella a Inglaterra dispuesto a ser escritor.
Partieron a Irlanda al involucrarse su marido en el radicalismo irlandés, aunque no compartía sus ideas, le apoyó y ayudó en el reparto de panfletos. Tras nacer su hija Ianthe en junio de 1813 se volvieron a casar en marzo de 1814 en Inglaterra por si se cuestionaba la validez de su matrimonio escocés, pero para entonces Shelley ya pasaba mucho tiempo fuera de casa, frecuentando cada vez más el hogar del autor y filósofo William Godwin, de cuya hija Mary se encaprichó aunque seguía visitando a Harriet. El poeta repitió la jugada y huyó con Mary a Europa, mientras Harriet daba a luz a su segundo hijo, Charles en noviembre de 1814.
Harriet regresó con su padre, pero al final abandonó el hogar familiar y se instaló en una pensión en Queen Street bajo el falso nombre de Harriet Smith. La razón probablemente es que se había quedado embarazada de un efímero amante, que algunos identifican como un tal Ryan, oficial acuartelado en Chelsea Barracks. Sola y abandonada, probablemente el 9 de diciembre de 1816, caminó hasta Hyde Park y allí se lanzó al lago Serpentine. Su cuerpo, en avanzado estado de embarazo, apareció flotando al día siguiente. Thomas Hookham, antiguo editor de Shelley, publicó un aviso en The Times el 12 de diciembre de 1816:

El martes una mujer respetable, muy avanzada en su embarazo, fue sacada del río Serpentine y llevada a su residencia en Queen Street, Brompton, después de haber sido extrañada durante casi seis semanas. Ella tenía un valioso anillo en su dedo. Se supone que una falta de honor en su propia conducta ha llevado a esta catástrofe fatal, ya que su marido está en el extranjero."

Como era lo habitual en tales casos, el cuerpo fue llevado a la taberna Fox and Bull en Knightsbridge para una rápida investigación. El forense John Gell no apreció indicios de violencia, la casera testificó que había dicho que su esposo estaba en el extranjero, que nunca había recibido ninguna visita y parecía triste y solitaria. El suicidio parecía obvio, pero el jurado dio el veredicto compasivo de "encontrada muerta en el río Serpentine" y así fue enterrada el día 13 de diciembre en el cementerio de Saint Mary's en Paddington Green. Entonces los suicidas no eran enterrados en sagrado, sino al otro lado de la tapia o cerca del mismo lugar donde habían sido encontrados.
Había escrito antes una carta para su hermana Eliza y para Shelley, cuya letra nerviosa y descuidada trasluce su desesperación:

"Cuando leas esta carta . No seré más una habitante de este mundo miserable. no te arrepientas de la pérdida de alguien que nunca podría ser otra cosa que una fuente de aflicción y miseria para todos vosotros que me pertenecéis (...) Mi querido Bysshe (...) si nunca me hubiera dejado, podría haber vivido, pero así es, te perdono libremente y puedes disfrutar de esa felicidad de la que me has privado (...) así mi espíritu encontrará descanso y perdón.
Dios os bendiga a todos es la última oración de la desafortunada Harriet S. "

Shelley se encontraba de nuevo en el país, en Bath cuando recibió la noticia y regresó a Londres para iniciar una amarga batalla con los Westbrook por la custodia de sus hijos. Apenas tres semanas después, Percy y Mary contrajeron matrimonio, sobre todo pensando en obtener la custodia, pero aun así fueron dados en adopción.

## Memoria
Ya William Godwin difundió la calumnia de que había sido infiel a Shelley y a posteriori, Mary Shelley y su hijo cuidaron de tergiversar su figura subestimando sus capacidades y estatus social, aunque un amigo de Percy que la conoció, Thomas Love Peacock, la describe favorablemente. El autor Mark Twain la defendió en un ensayo y una biografía de Shelley publicada por John Cordy Jeaffreson en 1885 también contribuyó a desmontar la leyenda creada por los Shelley a su favor.